# 10e régiment de hussards (France)
Le 10e régiment de hussards est un régiment de l'armée française créé pendant la Révolution française.

## Création et différentes dénominations
Régiment avec un double héritage :
- 4 juin 1793 : Levée du corps du 10e Régiment de Hussards, créé à partir des Hussards Noirs, corps franc organisé dans le département du Nord
- 1814 : le 10e Hussards est licencié le 1er août 1814, à Fontenay.

- 1811 : création du 2e régiment chevau-lègers-lanciers, formé avec le 3e Dragons
- 1814 : devient Régiment des Lanciers de la Reine
- 1815 : redevient le 2e Lanciers puis est dissous après les Cent Jours

- 1831 : recréation du 2e Régiment de Lanciers
- 1871 : le 2e Lanciers devient le 10e Régiment de hussards
- 1921 : Dissous

le 10e Hussards a été le régiment de réserve dérivé du 1er Hussards dans les années 1980-90

## Chefs de corps
10e régiment de Hussards (1792-1814)
- 1792 : chef de brigade Nestor Maurice Mairiau
- 1793 : chef de brigade Jacques-Polycarpe Morgan
- 1794 : chef de brigade Lemesle
- 1797 : chef de brigade Mermet
- 1800 : chef de brigade Lasalle
- 1805 : colonel Beaumont
- 1806 : colonel Briche
- 1809 : colonel Delaval
- 1811 : colonel Monnier
- 1813 : colonel Curely
- 1814 : Colonel Bosse

2e régiment de chevau-lègers-lanciers (1811-1815)
- 1811 : colonel Berruyer
- 1813 : colonel baron Joannès
- 1814 : colonel Bouquereau des Essarts
- 1814 : colonel baron Sourd

2e Régiment de Lanciers 1831-1871
- 01/09/1870 - 14/09/1870: Colonel Guyon-Vernier

2e Régiment de Hussards 1871…
- 27/03/1913 - 22/09/1915: Colonel de Rascas de Château-Redon

## Historique des garnisons, combats et batailles

### Guerres de la Révolution et de l'Empire
Campagnes du 10e Hussards
- 1793-1794 : Armée du Nord
  - Bataille de Neerwinden (1793),
  - Siège de Cambrai (1793) : le 10e Hussards capture un drapeau du 10e d'infanterie anglais
- Armée de Sambre-et-Meuse (1794-1795)
- Armée des côtes de l'Océan et expédition d'Irlande (1796)
- Armée d'Italie (1799-1800)
- Corps d'observation de la Gironde (1801)
- Camp de Boulogne (1804)
- Grande Armée (1805-1807), 5e Corps,
  - Wertingen,
  - Elchingen,
  - Ulm,
  - Braunau,
  - Vienne,
  - Hollabrünn,
  - 1805 :
    - 2 décembre : Bataille d'Austerlitz

  - 1806 : Campagne de Prusse et de Pologne
    - 14 octobre : Bataille d'Iéna
    - Bataille de Saalfeld (10 octobre 1806): le prince Louis-Ferdinand de Prusse est tué par le maréchal des logis Guindey.
    - Stettin,
    - Pultusk
- Espagne (1809-1811)
- Campagne d'Allemagne (1813) :
  - Bataille de Lutzen,
  - Bataille de Bautzen,
  - Bataille de Dresde
- Campagne de France (1814) :
  - Bataille de Vauchamps,
  - 28 mars : Bataille de Claye et Combat de Villeparisis

Campagnes du 2e régiment de chevau-légers-lanciers (1811-1815)
- Campagne de Russie (1812)  : La Moskowa, Winkowo, La Bérésina, Vilna, Kowno
- Campagne d'Allemagne (1813) : Bunzlau, La Katzbach, Leipzig, Hanau
- Campagne de France (1814) : La Rothière, Montmirail, Vauchamps, Troyes
- Campagne de Belgique de 1815 : combat de Genappes : le colonel Sourd perd un bras à la tête du 2e lanciers, Waterloo

### 1870 à 1914
Le régiment est en garnison en Algérie de 1877 à 1880. En 1879, un escadron participe à la campagne de l'Aurès au sud de Batna.

### Première Guerre mondiale

#### 1914
- Casernement en 1914 : Tarbes; 10e brigade légère, à la disposition du 18e corps d'armée.
- Il est en Belgique jusqu'à la bataille de la Marne.
- Bataille de la Marne
- Bataille de l'Yser

Le 9 octobre 1914, les 9e et 10e escadrons forment le « régiment de hussards B »

#### 1916
- Verdun

#### 1918
- Bataille de l'Aisne (1918)

#### Citations collectives
- le 1er escadron :

à l'ordre de la Xe Armée, par ordre no 342 du 12 octobre 1916
à l'ordre du 18e Corps d'Armée, par ordre no 463 du 3 novembre 1918
- le 4e escadron :

à l'ordre de la 36e Division d'Infanterie, par ordre no 220 du 8 novembre 1918
- la 1re section de mitrailleuses, à l'ordre du régiment
- la 2e section de mitrailleuses, à l'ordre du régiment

## Étendard
Il porte, cousues en lettres d'or dans ses plis, les inscriptions suivantes :

Drapeau du 10e régiment de hussards de l'armée française, avec ses batailles.

- La Moskowa 1812
- Bautzen 1813
- Dresde 1813
- Vauchamps 1814
- l'Yser 1914
- Tardenois 1918

## Uniforme
- flamme du bonnet : rouge
- cordon : blanc
- collet : rouge
- dolman : bleu
- pelisse : bleu
- parement : rouge
- tresses : blanc
- culotte : bleu

## Personnalités ayant servi au10eRH
- Bertrand du Cor de Duprat de Damrémont capitaine de 1916 à 1917.
- Auguste-Louis Petiet (19 juillet 1784 - Rennes ✝ 1er août 1858 - Paris), sous-lieutenant (1802).

## Sources et bibliographie
- Historique des corps de troupe de l'armée française, Ministère de la Guerre, 1900
- Général Andolenko, Recueil d'historique de l'arme blindée et de la cavalerie, Paris, Eurimprim, 1968
- André Jouineau et Jean-Marie Mongin, Les Hussards français, Tome 1, De l'Ancien régime à l'Empire, Paris, Éditions Histoire & Collections, 2004
- Historique du 10e régiment de hussards pendant la guerre 1914-1918, Paris Berger-Levrault, s.d., 40 p.